# Гаджиев, Автандил Сабир оглы
Автанди́л Саби́р оглы́ Гаджи́ев (азерб. Avtandil Sabir oğlu Hacıyev; род. 13 августа 1981, Баку) — азербайджанский футболист, защитник, футбольный тренер.

## Биография

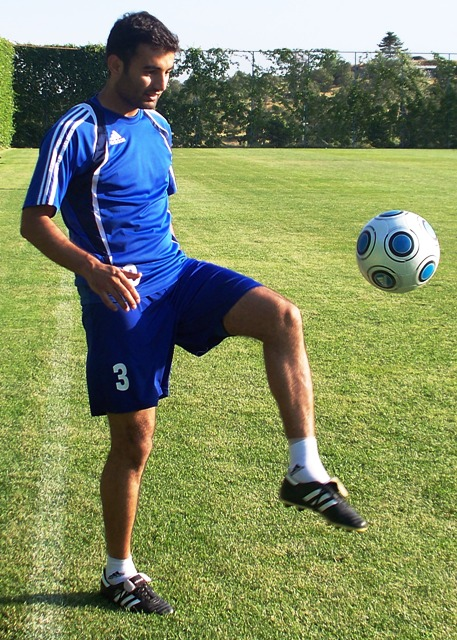

В футбол начал играть в возрасте 7 лет в посёлке Бузовна, в спортивной школе СДЮШОР, Азизбековского района города Баку. Первые тренеры — Ильхам Гурбанов и Борис Тибилов.
Выступал также за клубы азербайджанской премьер-лиги — «Туран» (Товуз), «Нефтчи» (Баку), «Шафа» (Баку) и «Хазри Бузовна». Выступал в составе команды «Карабах» (Агдам).
В 2012/13 играл за «Сумгаит».
Дебют в составе сборной Азербайджана состоялся 29 марта 2003 года в Кардиффе, во время отборочного матча Чемпионата Европы со сборной Уэльса.
Выступал также за молодёжную (U-21) и юношеские сборные Азербайджана.

## Достижения
- Чемпион Азербайджана: 2004/05 (в составе «Нефтчи»)
- Серебряный призёр чемпионата Азербайджана: 2006/07 (в составе «Нефтчи»)
- Бронзовый призёр чемпионата Азербайджана: 2005/06 (в составе «Нефтчи»)
- Обладатель Кубка Азербайджана: 2000/01 (в составе «Шафы»), 2008/09 (в составе «Карабаха»[4])